# جام باشگاه‌های جهان کوچک
جام باشگاه‌های جهان کوچک یک تورنمنت فوتبالی بود که بین سال‌های ۱۹۵۲ تا ۱۹۷۵ در ونزوئلا برگزار شد (با برخی از روزنامه‌نگاران دوره‌های ۱۹۵۲-۱۹۵۷ بیشترین اهمیت را در نظر می‌گیرند، و دوره دوم را که بین سال‌های ۱۹۶۳ و ۱۹۷۵ برگزار می‌شد، اهمیتی جزئی داشتند). در بیشتر مواقع، این مسابقه توسط چهار شرکت کننده از اروپا و آمریکای جنوبی برگزار می‌شد. در دوره اول، باشگاه‌های سه کشور اسپانیا، برزیل و کلمبیا به مسابقات دعوت شدند. پنج باشگاه در این دوره موفق به کسب این جام شده اند: رئال مادرید، سائوپائولو، میلوناریوس، کورینتیانس و بارسلونا.
هنگامی که جام باشگاه‌های اروپا در سال ۱۹۵۵ آغاز شد، مسابقات ونزوئلا اهمیت خود را از دست داد و در سال ۱۹۵۷ متوقف شد. اگرچه این مسابقات در سال ۱۹۶۳ مجدداً راه اندازی شد، اما اهمیت آن کاهش یافت زیرا جام بین قاره‌ای (اولین بار در سال ۱۹۶۰ برگزار شد) سپس به عنوان جام بزرگ شناخته شد؛ رقابت رسمی بین قاره‌ای برای هر دو باشگاه آمریکای جنوبی و اروپا. در طول دوره ۱۹۶۳-۱۹۷۵، جام همچنین "جام شهر کاراکاس" نامگذاری شد.
این رقابت توسط برخی از روزنامه نگاران به عنوان یک نیمه جام بین قاره‌ای در نظر گرفته می‌شود، زیرا در آن به طور منظم باشگاه‌هایی از اروپا و آمریکای جنوبی حضور داشتند. با این حال، هیچ منبع اصلی ۱۹۵۲-۱۹۶۰ پیدا نشده است که نشان دهد این جام تأثیری در ایجاد جام بین قاره‌ای داشته است، یا اینکه در سال‌های ۱۹۵۲-۱۹۵۷ به عنوان یک جام جهانی باشگاهی مورد استقبال قرار گرفت. با این وجود، برخی از باشگاه‌ها مانند رئال مادرید این جام را در تاریخچه یا بخش جام در وب‌سایت‌ها و نشریات خود برجسته می‌کنند.

## لیست قهرمانان
| دوره | سال                  | قهرمان         |
| ---- | -------------------- | -------------- |
| ۱    | ۱۹۵۲                 | رئال مادرید    |
| ۲    | ۱۹۵۳ (اولین تورنمنت) | میلوناریوس     |
| ۳    | ۱۹۵۳ (دومین تورنمنت) | کورینتیانس     |
| ۴    | ۱۹۵۵                 | سائوپائولو     |
| ۵    | ۱۹۵۶                 | رئال مادرید    |
| ۶    | ۱۹۵۷                 | بارسلونا       |
| ۷    | ۱۹۶۳                 | سائوپائولو     |
| ۸    | ۱۹۶۵                 | بنفیکا         |
| ۹    | ۱۹۶۶                 | والنسیا        |
| ۱۰   | ۱۹۶۷                 | اتلتیک بیلبائو |
| ۱۱   | ۱۹۶۹                 | اسپارتا پراگ   |
| ۱۲   | ۱۹۷۰                 | ویتوریا ستوبال |
| ۱۳   | ۱۹۷۵                 | آلمان شرقی     |

## عناوین بر اساس کشور
| کشور       | تعداد قهرمانی |
| ---------- | ------------- |
| اسپانیا    | ۵             |
| برزیل      | ۳             |
| پرتغال     | ۲             |
| کلمبیا     | ۱             |
| چکسلواکی   | ۱             |
| آلمان شرقی | ۱             |

## عناوین بر اساس قاره
| قاره          | تعداد قهرمانی |
| ------------- | ------------- |
| اروپا         | ۹             |
| آمریکای جنوبی | ۴             |